# Crișcior
Crișcior es una comuna ubicada en el distrito de Hunedoara, Rumania.

## Superficie
Cuenta con una superficie de 40,19 kilómetros cuadrados.

## Demografía
Hasta 2021 la población era de 3389 habitantes, con una densidad de población de 84,32 habitantes por kilómetro cuadrado.